# 자일대우 BX
자일대우 BX는 자일대우버스의 대형 상용 버스 차종이다. 2004년 7월 5일에 출시되어 자일대우 FX가 출시된 현재까지도 자일대우버스 라인업의 최상위급 자리를 차지하고 있는 버스다. 기존 대우 BH 시리즈의 로얄 명칭을 이어받은 "로얄 하이데커(Royal Hi-Decker)"라는 모델이 최초로 출시되었다. 대한민국에서 만들어진 버스 역사상 최초로 일본에 수출된 차종이다. 그리고 자일대우 BX 차종이 출시되기 전에는 로얄 하이데커 명칭이 BH120HD 이였는데 정식 출고될 때 BX212로 변경되었다.

## 특징
전형적인 후부 엔진 - 후륜구동(RR)방식을 사용하는 최고급형 차량이다. 기존 HD급 차량의 전고인 3500mm보다도 더 높은 3545mm로서 대한민국 유일의 RHD급 모델이기도 하다. 한 때 리무진 사양의 모델도 시판되기도 하였다. 하지만 공항버스에서는 대다수가 BX212S에서 우등으로 개조된 차량으로 운행하고 있다. 2019년에는 페이스리프트 모델인 BX212M이 출시되었으며,  12m급 명칭이 로얄 하이데커에서 로얄로 변경되었다. 그리고, 대한민국 최장 12.6m RHD급인 로얄 플러스(Royal Plus)라는 모델이 추가되었다.

## 파워트레인 라인업
- 두산인프라코어 DV11(V형 6기통 커먼레일 디젤터보, 10.9L) - 400마력 173kg.m/420마력 187kg.m(유로3)
- 두산인프라코어 DV11K(V형 6기통 커먼레일 디젤터보, 10.9L) - 400마력 173kg.m/430마력 193kg.m(유로4, 유로5)
- 커민스ISMe(직렬 6기통 VGT 디젤 터보, 10.8L) - 440마력 205kg.m(유로5)
- 이베코 FPT Cursor 11(직렬 6기통 커먼레일 디젤 터보, 11.1L) - 420마력 204kg.m/480마력 229kg.m(유로6, 2015년형 이후~2024년)
- 메르세데스 벤츠 OM470LA(직렬 6기통 커먼레일 디젤 터보 10.7L) - 455마력, 224 kgf·m(유로6D, 2021년형 이후~2024년)

## 특이사항
BX212 로얄 하이데커 출시 초기 변속기의 문제가 있었고, 연비가 떨어진다는 특성 때문에 유지비가 매우 높아 대량으로 노선버스를 운영하는 고속버스, 시외버스 업체보다는 소량으로 운영하는 관광버스 업체에서의 선호도가 높다. 그래서 2011년 이후로는 BX212를 출고한 노선버스 업체가 아직 없다. 전국고속버스운송사업조합 소속 업체 중 금호고속에서 BX212 로얄 하이데커를 처음 도입하였으나 차량 결함과 연비문제로 현재는 전면 대폐차하였고, 함양지리산고속 BX212 로얄 하이데커 차량 역시 2011년 7월 중고버스 회사에 처분하고, 현대 유니버스로 대폐차하였다.

## 세부 정보

### BX212 로얄 하이데커
2004년 7월 5일에 자일대우 BX212 차종 최초로 출시되었으며, 전장 12m RHD급 모델이다. 우등고속형인 BX212H와 일반형인 BX212S가 있으며 다양한 옵션을 선택하여 출고할 수 있다. 2008년에 자일대우 FX 차종이 출시된 이후 유로4기준 두산인프라코어 엔진(DV11 430마력)이 추가되었으며, 전면부 스포일러가 약간 변경되었다. 2010년에는 디지털시계가 변경되고, 2012년에는 운전대가 변경되었다. 2013년에는 디지털시계랑 TV가 부착되어 있는쪽 틀부분이 변경되었으며, 하급 차종인 자일대우 FXII212 슈퍼 크루져랑 같이 커민스 ISMe 엔진을 적용하였다. 아울러 후진 경고음이 추가되었다. 2014년식부터 스포일러 디자인과 외부 1부 사양과 자일대우 FX랑 동1한 운전석 계기판이 변경되었으며, 독일제 아웃사이드 미러, 에코 드라이빙 시스템과 키홀 조명장치가 추가된 2014년형 자일대우 BX212 뉴 로얄 하이데커를 판매하였다. 2015년 현재 엔진은 유로6 규제를 충족하는 이베코 FPT의 Cursor 11 엔진만 적용이 되고, 변속기의 경우 ZF 6단 수동변속기가 적용된다. 과거에는 400마력 사양에서 통일중공업/다이모스 6단 수동변속기가 적용되기도 하였고, 420마력~430마력 사양에서 ZF 12단 아스트로닉 반자동 변속기도 선택할 수 있었다. 2016년식부터 스포일러 디자인이 변경되었으며, 실내가 1부 바뀌었다. 2017년부터는 긴급제동 시스템인 AEBS가 추가되었고, 2019년 6월에는 페이스리프트 모델인 BX212M 로얄이 출시되었다.

#### BX212 로얄하이데커를 현재 보유중이거나 과거에 보유했던 노선버스 회사
- 한국도심공항[4]
- 경기고속
- 대원고속
- 금호고속
- 함양지리산고속
- 태화상운
- 한국스마트버스협동조합

### BX212M 로얄
2019년 6월에 기존 BX212 로얄 하이데커 페이스리프트를 해서 출시하였으며, 기존 BX212보다 차량높이가 65mm가 더 높아졌다. 외장재는 가니쉬, 스포일러 모양, 외관 뒷모습, 운전석 대쉬보드 모양은 변경되었으며, 컵홀더가 추가되었다. 다만 대쉬보드는 우드그레인이 삭제되고, 대우 레스타의 에어밴트를 장착했고, 라디오가 구형 현대 유니버스처럼 우측 하단에 있어 조작성이 저하되었으며, 우레탄 내장재도 아닌 저렴한 느낌의 플라스틱을 사용했다. 아울러 뒷면에 DAEWOO 엠블럼에서 ZYLE DAEWOO 엠블럼으로 변경되었다. 그런데 이 차량이 로얄플러스보다 도입율이 매우 적었다. 2020년 6월부터는 코로나19 장기화에 따른 수요 감소와 실적 악화등의 문제로 자일대우버스 울산공장 생산라인 가동이 중단되어 생산을 중단하였고, 지금 현재 베트남에서 생산하여 국토교통부 인증 통과하게 되면 들어오게 될 예정이며, 그리고, 비상구도 추가되고, 2025년에 후속없이 단종한다.

### BX212M 로얄 플러스
2019년 6월에 BX212 페이스리프트를 하면서 출시된 전장 12.6m RHD급 모델이다. 기존 BX212보다 전장이 560mm 늘어나고, 차량 높이가 65mm 더 높아졌다. 그래서 해당된 차종이 대한민국산 버스 HD급 모델중에서 가장 전고가 높고, 전장도 길었다. 그러나 코로나19 장기화에 따른 수요 감소와 실적 악화 등의 문제로 2020년 6월부터 자일대우버스 울산공장 생산라인 가동이 중단되어 생산을 중단되면서 현재는 베트남에서만 생산되고 있는데, 베트남 생산 모델은 국토교통부 인증을 통과하게 되면 들어오게 될 예정이며, 비상구도 추가되고, 2025년에 후속없이 단종한다. 게다가 노선버스 업체로는 제주 삼영교통에서 유일하게 출고하였다.

## 경쟁 차종
- 현대자동차-현대 유니버스
- 기아-기아 뉴 그랜버드

## 같이 보기
- 대우 BH
- 자일대우 FX

## 사진

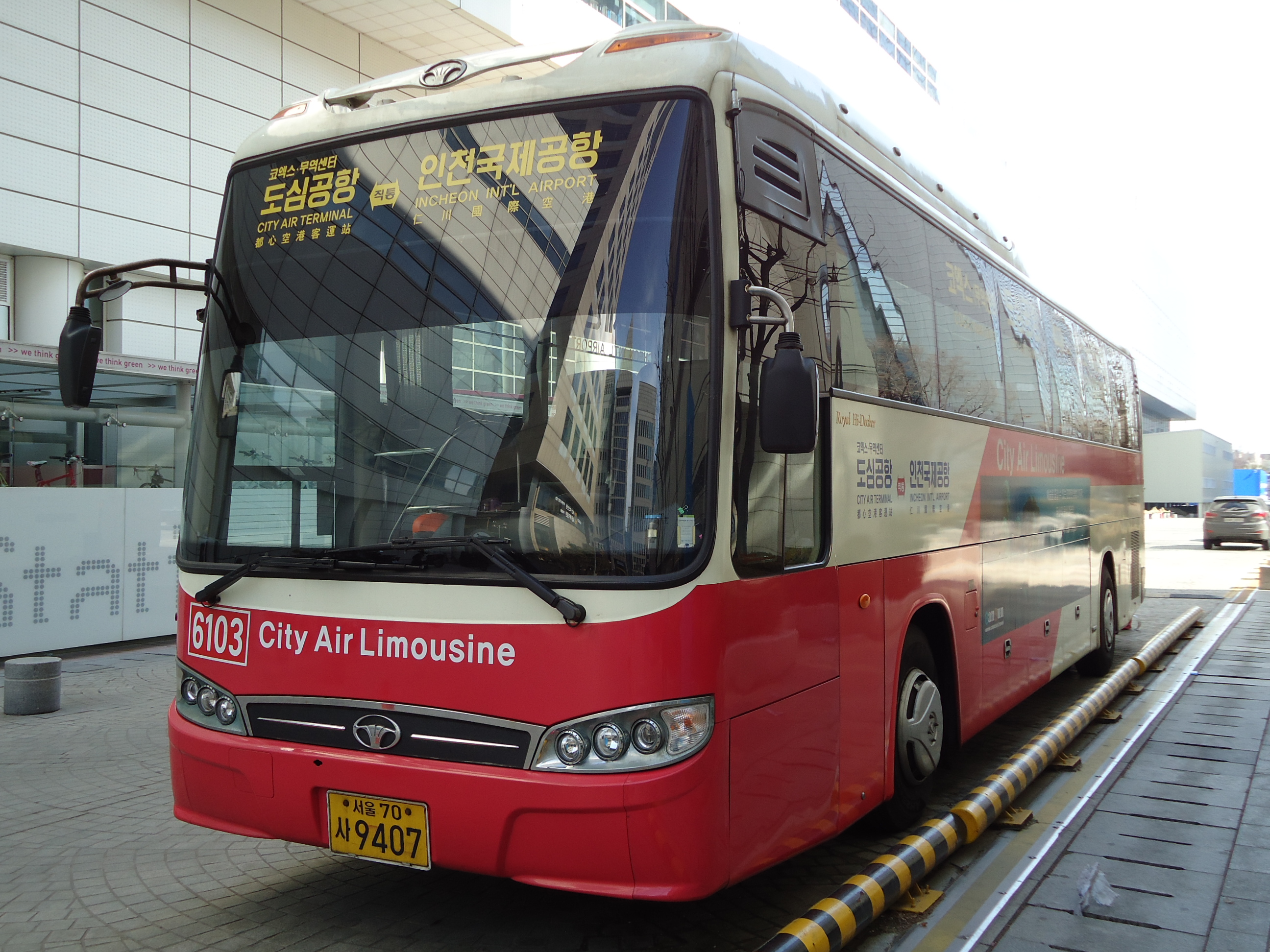
한국도심공항 소속 BX212S 로얄 하이데커 우등(현재 대폐차)
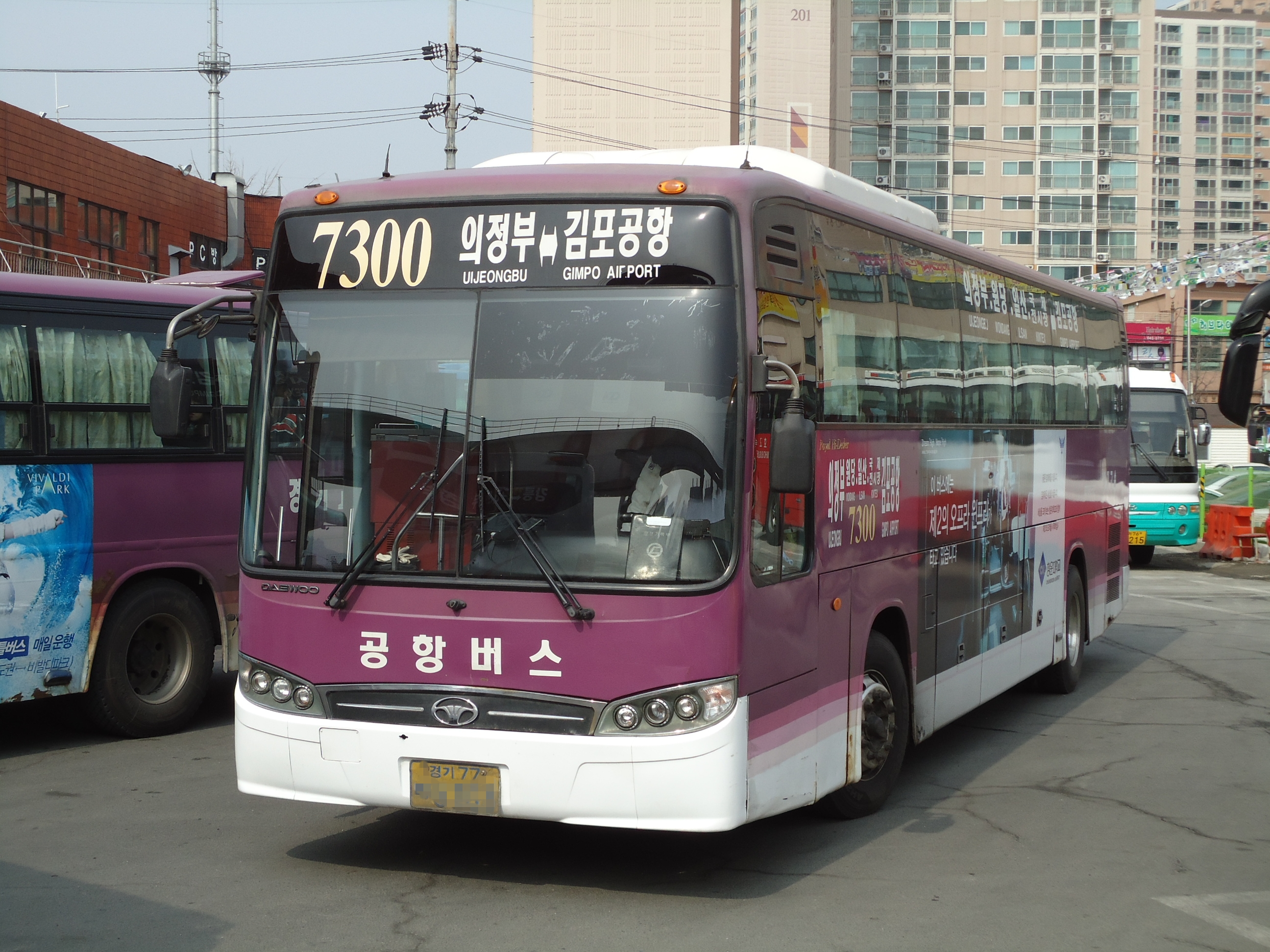
광주시 소재 경기고속 A7300번 BX212S 로얄 하이데커(현재 대폐차)
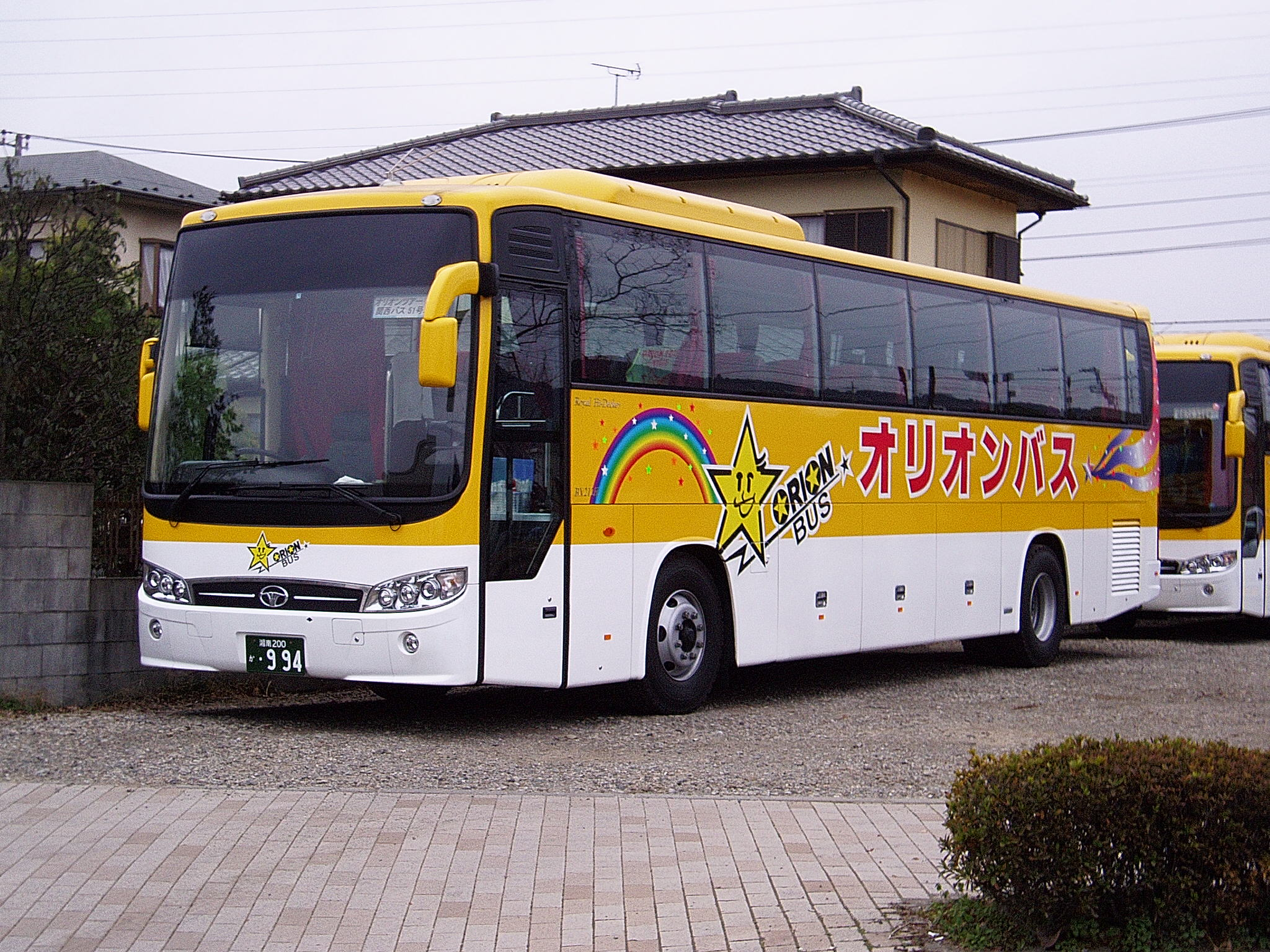
일본 오리온관광 소속 BX212 로얄 하이데커 전면(일본 수출형 차종)
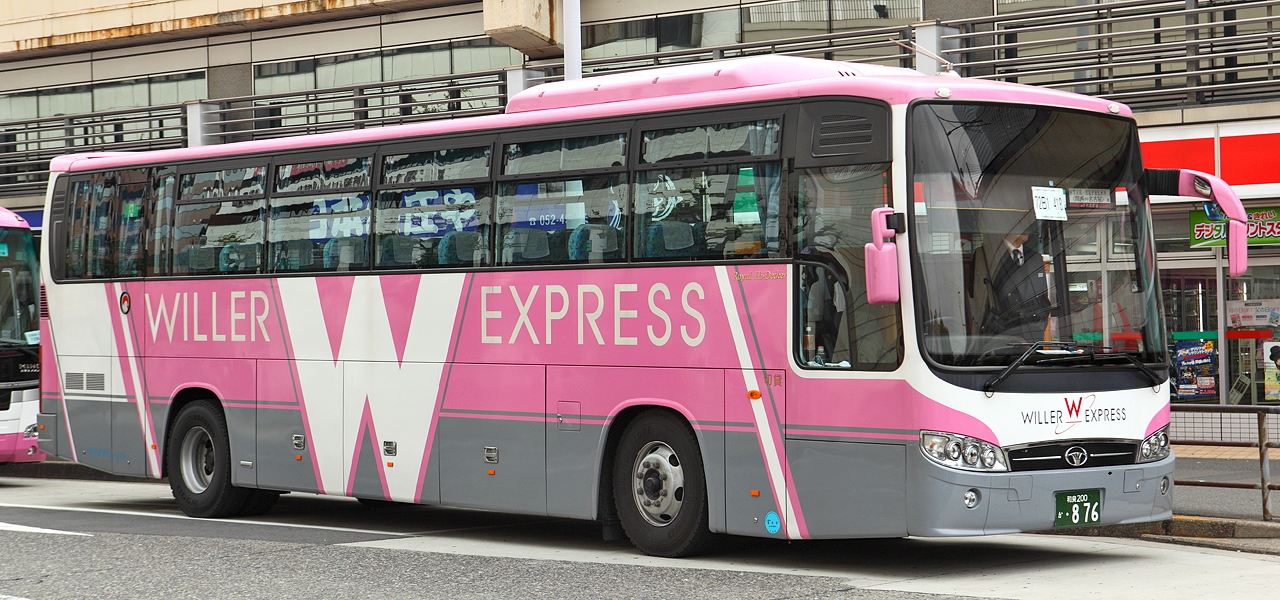
일본 윌러익스프레스 소속 BX212 로얄 하이데커 전면(일본 수출형 차종)
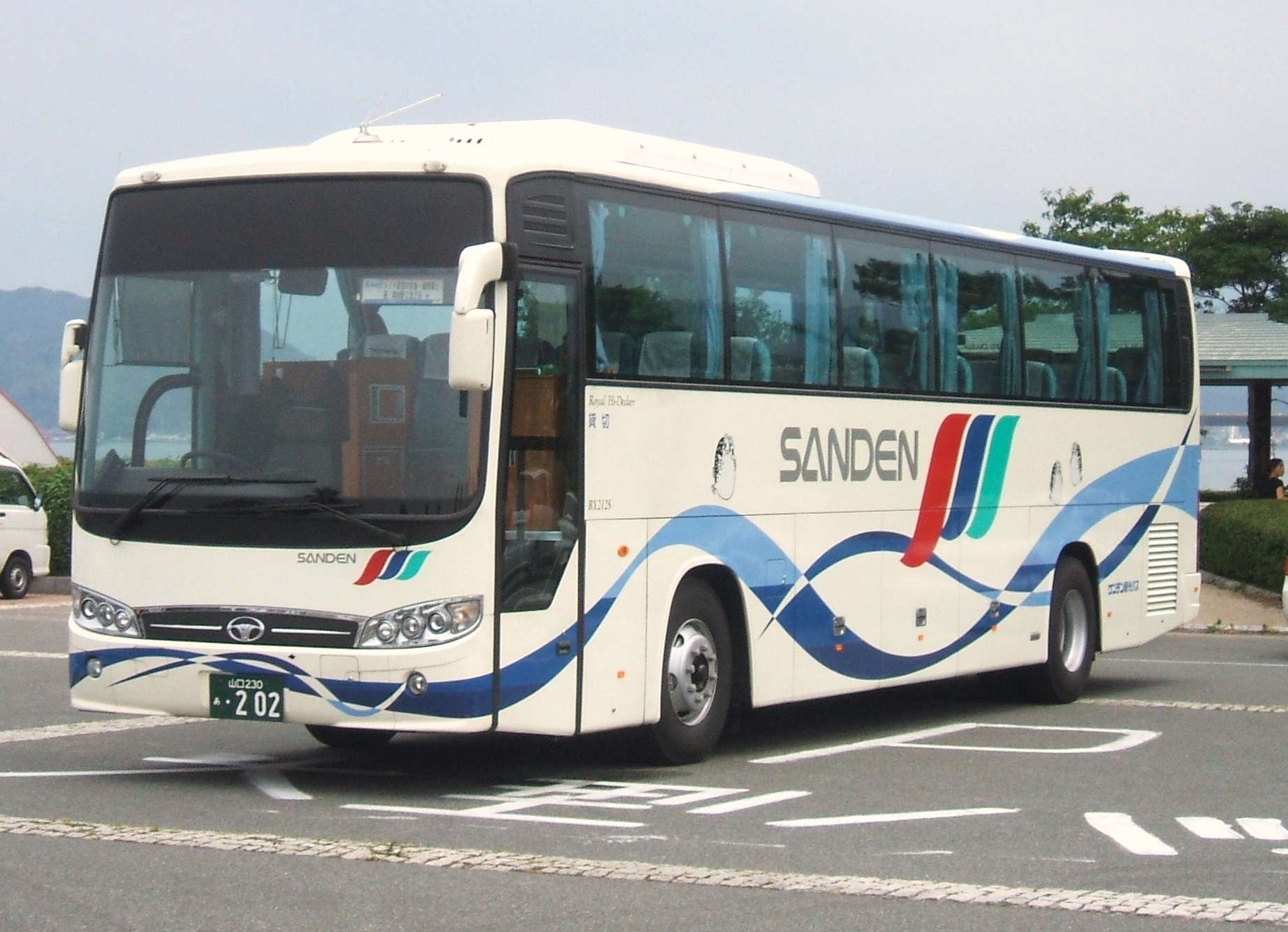
일본 산덴 관광버스 소속 BX212 로얄 하이데커 전면부(일본 수출형 차종)
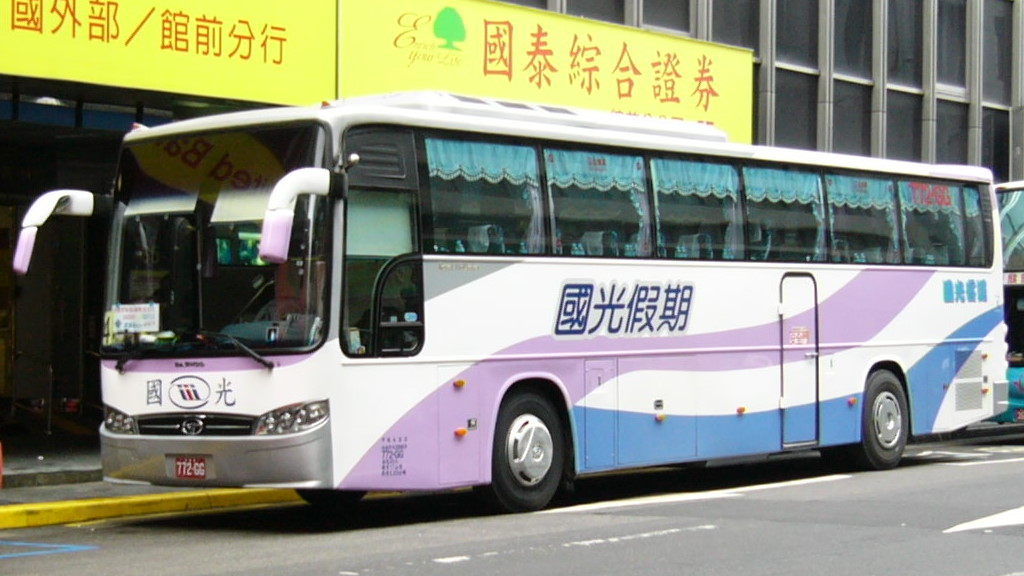
중화민국 내수용 BX212 로얄 하이데커 전면
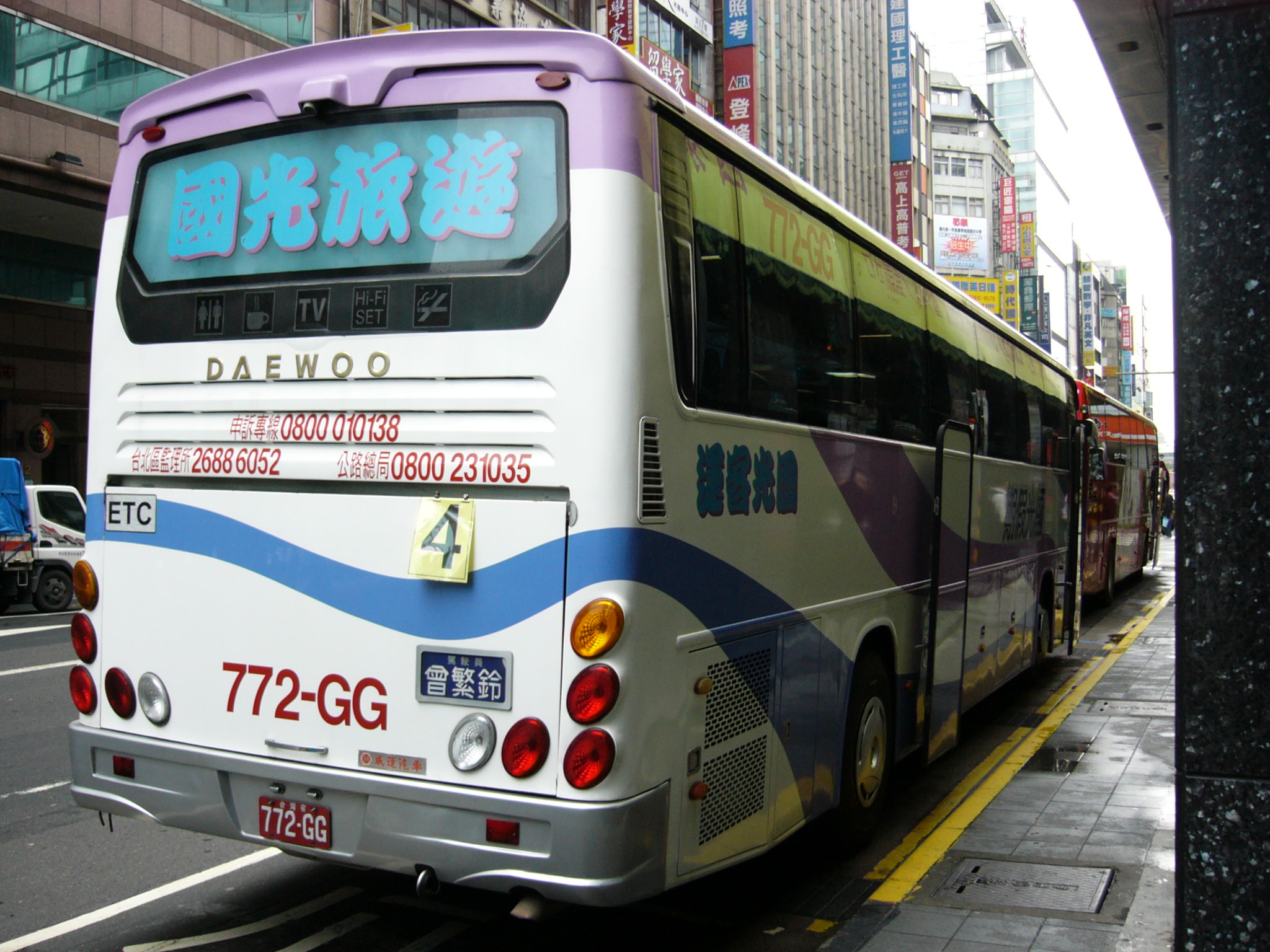
중화민국 내수용 BX212 로얄 하이데커 후면